# U.S. Route 6

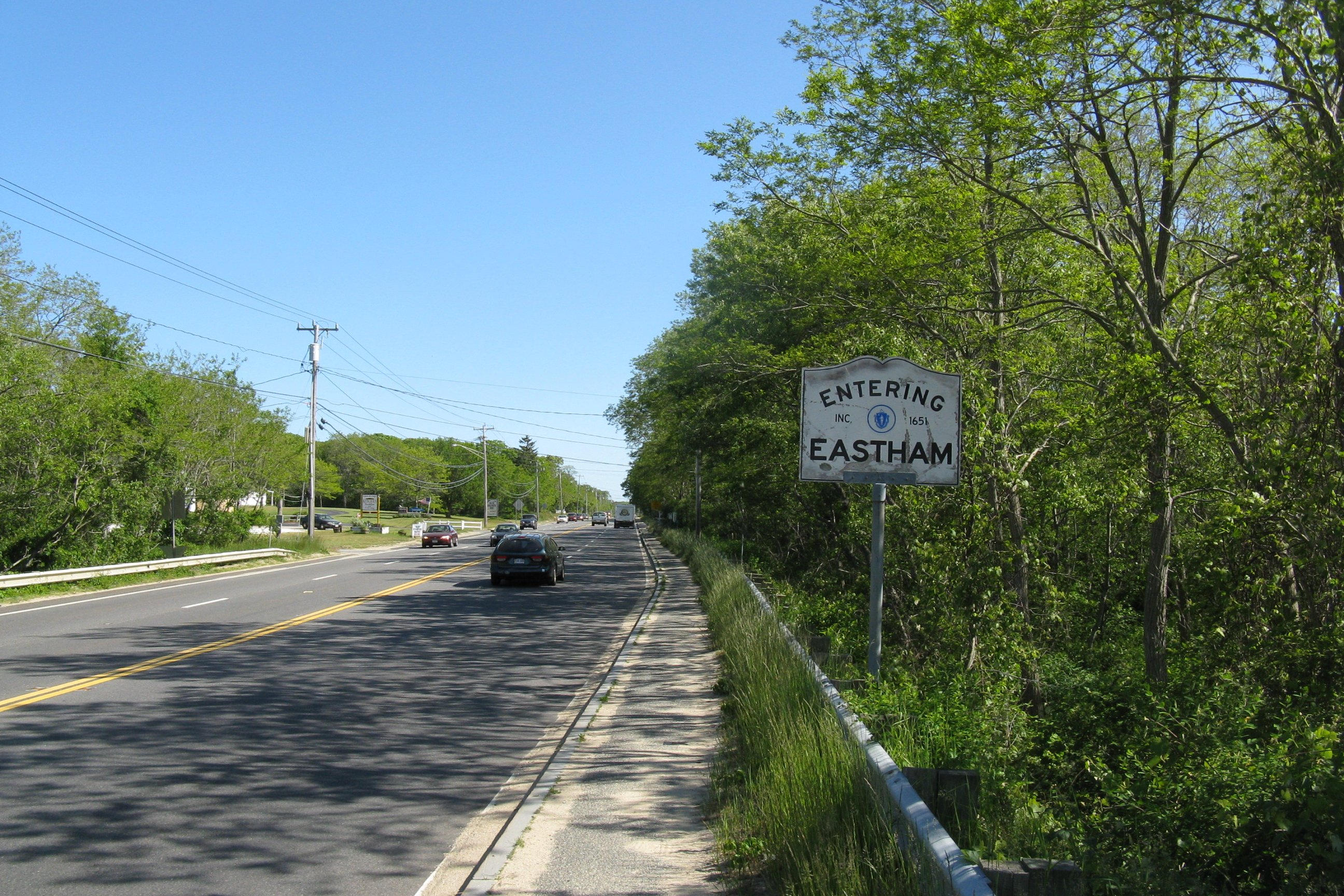

U.S. Route 6 (också kallad U.S. Highway 6 eller med förkortningen  US 6) är en amerikansk landsväg. Den går ifrån Bishop i väster till Provincetown i öster och sträcker sig 5 148 km. U.S. Route 6 är den längsta kontinuerligt gående U.S. Route. Den är också längre än den längsta U.S. Interstate, Interstate 90. US 6 har också blivit kallad Roosevelt Highway efter Theodore Roosevelt.

## Större städer
- New Bedford, Massachusetts
- Fall River, Massachusetts
- Providence, Rhode Island
- Hartford, Connecticut
- Scranton, Pennsylvania
- Cleveland, Ohio
- Sandusky, Ohio
- Gary, Indiana
- Hammond, Indiana
- Joliet, Illinois
- Quad Cities
- Iowa City, Iowa
- Grinnell, Iowa
- Newton, Iowa
- Des Moines, Iowa
- Adel, Iowa
- Atlantic, Iowa
- Council Bluffs, Iowa
- Omaha, Nebraska
- Lincoln, Nebraska
- Denver, Colorado
- Lakewood, Colorado
- Vail, Colorado
- Gypsum, Colorado
- Glenwood Springs, Colorado
- Grand Junction, Colorado
- Fruita, Colorado
- Price, Utah
- Spanish Fork, Utah
- Santaquin, Utah
- Delta, Utah
- Ely, Nevada
- Lancaster, California
- Los Angeles, California
- Mahopac, New York
- Carmel i New York